# Trichopria aequata
Trichopria aequata är en stekelart som först beskrevs av Thomson 1858.  Trichopria aequata ingår i släktet Trichopria, och familjen hyllhornsteklar. Arten är reproducerande i Sverige.